# Milford, Kalifornien
Milford är en så kallad census-designated place i Lassen County i Kalifornien. Vid 2010 års folkräkning hade Milford 167 invånare.